# Едіт Бюльбрінг
Едіт Бюльбрінг (нім. Edith Bülbring; 27 грудня 1903, Бонн — 5 липня 1990, Оксфорд) — британська дослідниця німецького походження у галузі фізіології та фармакології гладких м'язів, одна з перших жінок-членкинь Лондонського королівського товариства.

## Біографія
Народилася та виросла в Німеччині. Батько Карл Бюльбрінг був професором англійської філології у Боннському університеті. Мати Гортензія Леонора Кан походила з багатої родини єврейських банкірів з Гааги. Її дядько Йозеф Ісраелс був відомим нідерландським художником. Окрім неї в родині було ще 3 старших дітей.
Навчалася на медичному факультеті Боннського університету, який закінчила 1928 року. Надалі працювала лікаркою, а 1929 році пішла працювати волонтером до лабораторії фармаколога Пауля Тренделенбурга. У 1931 році її керівник помер від туберкульозу, тому вона переїхала до Єни, де працювала лікаркою. Згодом вона влаштувалася до лабораторії імунолога Ульріха Фрідеманна у Берлінському університеті. На початку 1933 року, коли з університету вигнали всіх євреїв, Бюльбрінг вдалося зберегти посаду, оскільки лише за матір'ю вона була єврейського походження, проте невдовзі звільнили й її. У вересні 1933 року вона разом з сестрою Мауд та двома друзями переїхала до Лондона. Невдовзі за рекомендацією знайомого фізіолога Генрі Дейла їй вдалося поступити до лабораторії під керівництвом Джошуа Берна.
З 1953 до 1971 року очолювала лабораторію фізіології гладких м'язів у Оксфордському університеті. У 1956 році Едіт Бюльюрінг обрали другою в історії жінкою членкинею Лондонського королівського товариства.
Едіт Бюльбрінг померла 1990 року після декількох операцій.

## Науковий внесок
Бюльбрінг була піонеркою в дослідженні фізіології та фармакології гладких м'язів.
Вона співробітничала з багатьма відомими фізіологами. Зокрема вона вчилася й дружила з Мартою Фогт, працювала разом з Михайлом Шубою.